# King Kong (2005)
King Kong (bra/prt: King Kong) é um filme estadunidense de 2005, dos gêneros épico, ação, aventura, e fantasia,  co-escrito, produzido e dirigido por Peter Jackson, sendo um remake de King Kong, de 1933. Produzido pela WingNut Films e distribuído pela Universal Pictures, é estrelado por Naomi Watts, Jack Black e Adrien Brody. Andy Serkis deu vida a Kong através da captura de movimento. Peter Jackson fez uma aparição nos minutos finais como uns dos pilotos dos aviões que disparam tiros contra o monstro.
Antes da versão de Jackson, foi lançado em 1976 um filme baseado no gorila gigante estrelado por Jeff Bridges, Charles Grodin e Jessica Lange. Mas com pequenas diferenças da produção dos anos 30, a refilmagem moderna não foi bem recebida pela crítica especializada e pelo público. A mudança mais notória é que em vez de escalar o Empire State Building, Kong sobe até o topo das antigas Torres Gêmeas do World Trade Center.
A pré-estreia de King Kong ocorreu 5 de dezembro de 2005 na Cidade de Nova York, nos Estados Unidos. Na Nova Zelândia, foi lançado em 13 de dezembro de 2005, chegando em Portugal dois dias depois. Nos Estados Unidos e no Brasil, estreou no dia 16 de dezembro de 2005. Aclamado pelos críticos, tornou-se um grande sucesso financeiro ao arrecadar mais de US$ 550 milhões em todo o mundo. Tanto na bilheteria doméstica, Estados Unidos e Canadá, quanto na receita mundial, o remake ocupou a quinta posição, perdendo apenas para os filmes Harry Potter e o Cálice de Fogo, Star Wars: Episódio III – A Vingança dos Sith, As Crônicas de Nárnia: O Leão, a Feiticeira e o Guarda-Roupa e Guerra dos Mundos. Na época, era a quarta produção de maior bilheteria da Universal Pictures.
Foi indicado a quatro estatuetas do Oscar na cerimônia de 2006, vencendo nas categorias de Melhores Efeitos Especiais, Melhor Edição de Som e Melhor Mixagem de Som. Perdeu para Memórias de uma Gueixa em Melhor Direção de Arte. King Kong foi o maior ganhador da noite ao lado de O Segredo de Brokeback Mountain, Crash e Memórias de uma Gueixa, todos conquistando três prêmios.
King Kong foi lançado em home video no dia 28 de março de 2006, faturando US$ 100 milhões e batendo recorde como a maior venda de DVD da história da Universal Pictures em apenas seis dias.
Em março de 2017, Kong: A Ilha da Caveira estreou nos cinemas. O filme trata-se de um reboot da franquia King Kong. A nova produção foi idealizada para um futuro crossover com Godzilla. O embate entre os dois personagens centrais ocorreu em 2021, com o filme Godzilla vs. Kong. Os longas fazem parte do MonsterVerse, um ambicioso projeto da Warner Bros. Pictures, produzido pela Legendary Pictures (com participação da Toho para os filmes de Godzilla), que visa uma franquia de filmes com os dois monstros. Apesar de faturar US$ 16 milhões a mais em receita, Kong: A Ilha da Caveira ficou atrás do remake de Peter Jackson no mercado doméstico. A produção de 2005 somou US$ 218 milhões, contra US$ 168 milhões do longa de 2017.

## Sinopse
A história se passa em 1933. Ann Darrow (Naomi Watts), uma atriz de vaudeville, enfrenta dificuldades para se sustentar, como vários outros americanos durante a Grande Depressão. Ela caminha pelas ruas de Manhattan pensando na possibilidade de trabalhar em um cabaré, até que a fome a faz roubar uma maçã. Ann é salva pelo cineasta Carl Denham (Jack Black), que oferece a ela o papel principal em sua próxima produção. Inicialmente indecisa, Ann aceita a oferta após saber que o roteirista é o conceituado dramaturgo Jack Driscoll (Adrien Brody). Na verdade Carl está em apuros, já que o patrocínio para concluir seu filme inacabado foi cancelado e sua antiga atriz principal abandonou o projeto.
Apesar dos problemas, Carl embarca a equipe e o elenco de seu filme no cargueiro fretado S.S. Venture. O objetivo da viagem é chegar na Ilha da Caveira, que tem a fama de abrigar uma raça perdida e várias criaturas consideradas extintas.
No final do filme, o grande gorila sobe no edifício Empire State Building, e em uma das cenas mais marcantes e produzidas do cinema, King Kong cai lá de cima impressionando a todos.

## Elenco
- Naomi Watts como Ann Darrow
- Jack Black como Carl Denham
- Adrien Brody como Jack Driscoll
- Kyle Chandler como Bruce Baxter
- Thomas Kretschmann como capitão Englehorn
- Colin Hanks como Preston
- Jamie Bell  como Jimmy
- Evan Parke como Hayes
- Lobo Chan   como Choy
- John Sumner como Herb
- Craig Hall como Mike

## Crítica
King Kong tem aclamação por parte da crítica profissional. Com a pontuação de 84% em base de 287 críticas, o Rotten Tomatoes chegou ao consenso: "Com o estado da arte de efeitos especiais, performances incríveis, e um majestoso senso de espetáculo, o remake de King Kong de Peter Jackson é um épico poderoso, fiel ao espírito do original de 1933".

## Principais prêmios e indicações
Oscar 2006 (EUA)
- Óscar para Melhores Efeitos Visuais
- Óscar para Melhor Edição de Som
- Óscar para Melhor Mixagem de Som

Indicações:
- Melhor Direção de Arte[11]

Globo de Ouro 2006 (EUA)
Indicações:
- Melhor Diretor
- Melhor Trilha Sonora[12]

BAFTA 2006 (Reino Unido)
- Melhor Som

Indicações:
- Melhor Desenho de Produção
- Melhores Efeitos Especiais

Prêmio Saturno 2006 (EUA)
- Melhor Diretor
- Melhor Atriz - Naomi Watts
- Melhores Efeitos Visuais

Indicações:
- Melhor Figurino
- Melhor Filme de Fantasia
- Melhor Maquiagem
- Melhor Roteiro